# Міжнародна електротехнічна комісія
Міжнаро́дна електротехні́чна комі́сія (МЕК; англ. International Electrotechnical Commission, IEC) — міжнародна організація зі стандартизації у сфері електричних, електронних і суміжних технологій. Деякі із стандартів МЕК розробляються спільно з Міжнародною організацією із стандартизації (ISO).

## Склад і структура
Початком міжнародного співробітництва з електротехніці вважається 1881 р., коли відбувся перший Міжнародний конгрес з електрики. Пізніше, у 1904 р., урядові делегати чергового конгресу вирішили, що необхідна спеціальна організація, яка б займалася термінологією в галузі виробництва електричних машин і стандартизацією їх параметрів. МЕК була заснована в 1906 році і складалась з представників національних служб стандартів. Це перша, дійсно міжнародна організація з стандартизації, яка виникла в той час, коли окремі держави світу ще не мали своїх централізованих органів, які б займалися стандартизацією. Спершу до складу МЕК увійшли 13 країн світу а на початок 2013 року в її складі були 82 країни.
Після Другої світової війни, коли була створена ISO, МЕК стала автономною організацією в її складі. Але організаційні, фінансові питання й об'єкти стандартизації були чітко розділені між ними — МЕК займається стандартизацією в галузях електротехніки, електроніки, радіозв'язку, телекомунікацій і приладобудування і, відповідно, ці галузі не входять у сферу діяльності ISO.
Спочатку комісія була розташована в Лондоні, з 1948 року має штаб в Женеві. Вищий керівний орган МЕК — Рада, у якій мають представництво усі національні комітети. Бюджет МЕК формується із внесків країн — членів цієї організації і надходжень від продажі міжнародних стандартів. Структура технічних органів МЕК: технічні комітети, підкомітети та робочі групи. В МЕК працює 175 комітетів і підкомітетів (TC/SC) та 442 робочі групи частина з яких розробляє міжнародні стандарти загальнотехнічного і міжгалузевого характеру, а інша — міжнародні стандарти на конкретні види продукції (побутова радіоелектронна апаратура, трансформатори, вироби електронної техніки).

## Завдання та функції
МЕК сприяла розвитку і розповсюдженню стандартів для одиниць вимірювання, особливо це стосується таких одиниць, як гаус, герц, і вебер. Також комісія МЕК запропонувала систему одиниць, яка, зрештою, стала системою SI. В 1938 році був виданий міжнародний словник з метою уніфікації електричної термінологію. Ці зусилля продовжуються і Міжнародний електротехнічний словник залишається важливою роботою в електричних і електронних галузях промисловості.
Стандарти МЕК мають номери в діапазоні 60 000 — 79 999, і їх назви мають вид типу IEC 60411 Графічні символи. Номери старих стандартів МЕК були перетворені в 1997 році шляхом додавання числа 60 000, наприклад, стандарт IEC 27 отримав номер IEC 60027. Стандарти, розвинені спільно з Міжнародною організацією зі стандартизації, мають назви вигляду ISO/IEC 7498-1:1994 Open Systems Interconnection: Basic Reference Model.

## Члени

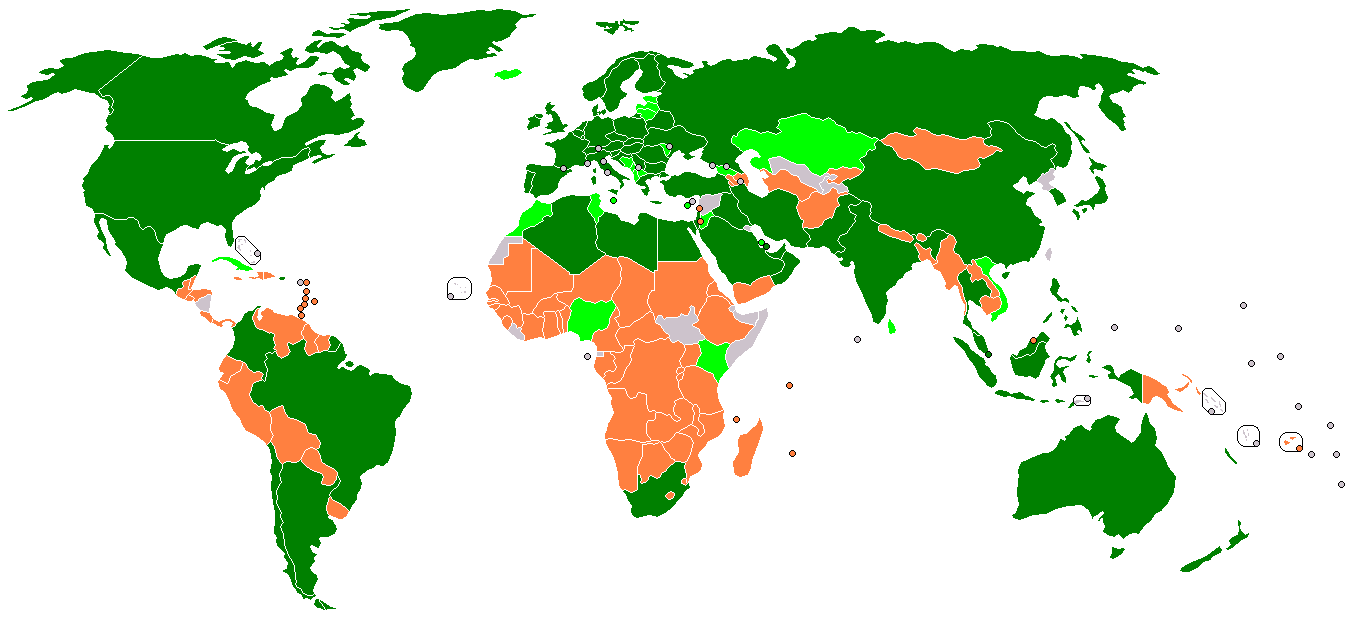
Карта розташування країн-членів МЕК
члени
асоційовані члени
спостерігачі

Членство в Міжнародній Електротехнічній Комісії відкрито тільки для визнаних організацій національних стандартів. На початок 2013 року МЕК об'єднувала 60 членів і 22 асоційованих члени. Окремі країни представлені такими організаціями:
- Україна (з 1993 року) — Національний електротехнічний комітет України (секретаріат веде Національний орган стандартизації — ДП «УкрНДНЦ»[3]
- Росія — Федеральне агентство з технічного регулювання і метрології
- Канада — Standards Council of Canada
- Франція — Union technique de l'électricité et de la communication (UTE)
- Німеччина — Deutsche Kommission Elektrotechnik Elektronik Informationstechnik im DIN & VDE
- Японія — Japanese Industrial Standards Committee
- Велика Британія — British Standards Institute
- США — American National Standards Institute (ANSI)

## Участь України в Міжнародній електротехнічній комісії
- Дата набуття Україною членства: 01.01.1993 р.;
- Підстава для набуття членства в міжнародній організації: Декрет Кабінету Міністрів України від 10.05.1993 № 46-93, розділ IV; протокол № 11 засідання Валютно-кредитної ради КМУ від 20.10.1993;
- Статус членства: Повноправний член;
- Характер фінансових зобов'язань України: Сплата щорічного членського внеску;
- Джерело здійснення видатків, пов'язаних з виконанням фінансових зобов'язань перед міжнародною організацією: Загальний фонд Державного бюджету України;
- Вид валюти фінансових зобов'язань: Швейцарський франк
- Обсяг фінансових зобов'язань на 2017 рік: 57 200,00
- Центральний орган виконавчої влади, відповідальний за виконання фінансових зобов'язань: Міністерство закордонних справ України.[4]
- Представляє Україну в Міжнародній електротехнічній комісії Державне підприємство «Український науково-дослідний і навчальний центр проблем стандартизації, сертифікації та якості»[5]